# Squaliolus
Squaliolus is een geslacht van de familie van valse doornhaaien (Dalatiidae) en kent 2 soorten.

## Taxonomie
Het geslacht kent de volgende soorten:
- Squaliolus aliae Teng, 1959 – Kleinoogdwerghaai
- Squaliolus laticaudus Smith & Radcliffe, 1912 – Stekeldwerghaai